# Schwarzenberger Amtshaus (Hüttenheim in Bayern)

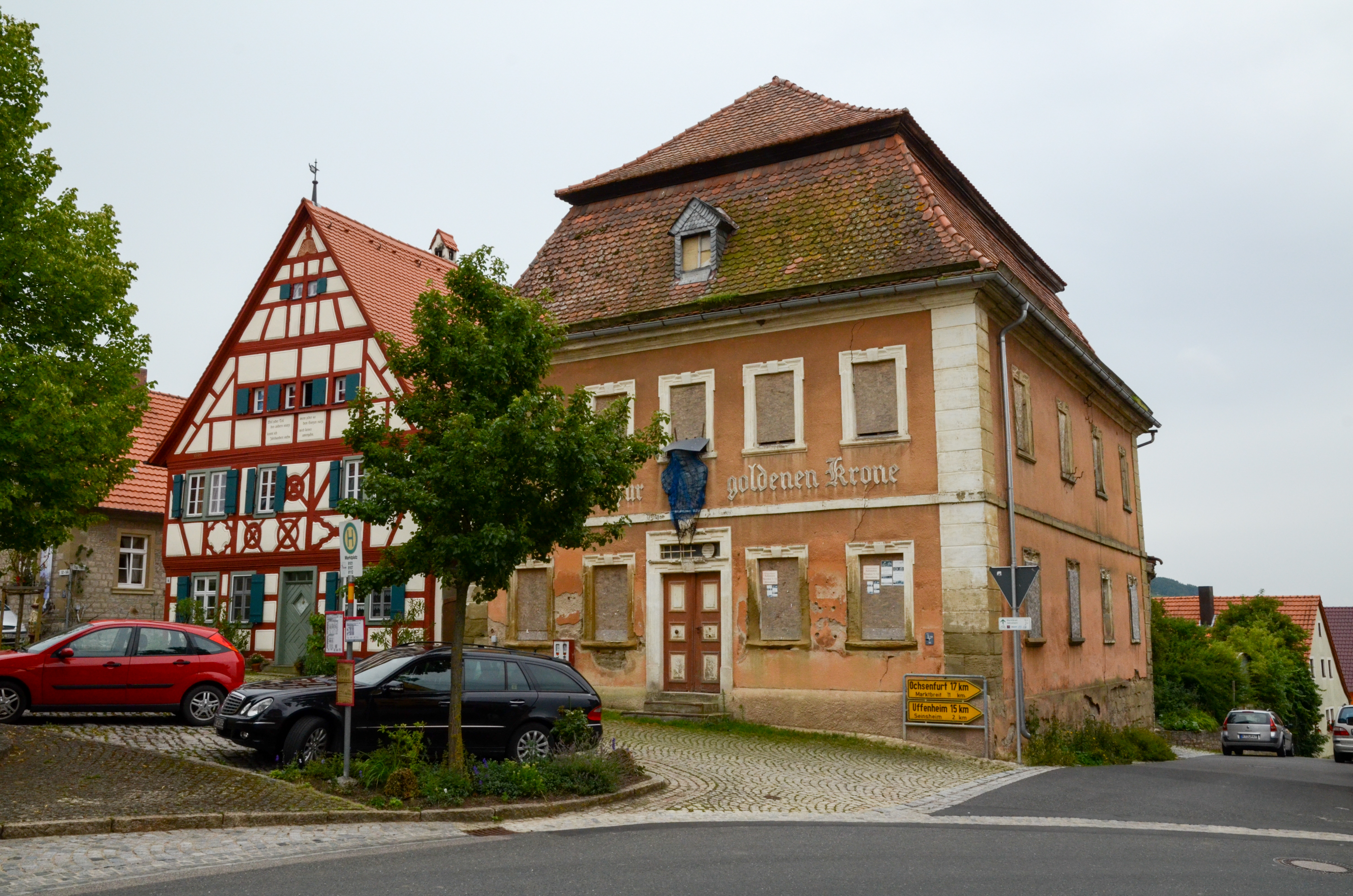
Schwarzenberger Amtshaus in Hüttenheim (rechts)

Das Schwarzenberger Amtshaus in Hüttenheim, einem Ortsteil des Marktes Willanzheim im unterfränkischen Landkreis Kitzingen (Bayern), wurde 1752 errichtet. Das Gebäude mit der Adresse Hüttenheim 5 ist ein geschütztes Baudenkmal. 

## Geschichte
Das ehemalige Amtshaus der Fürsten von Schwarzenberg am Marktplatz von Hüttenheim diente lange Zeit als Gasthaus (Gasthaus zur goldenen Krone). Im Jahr 2013 stand das Gebäude leer und wurde zum Verkauf angeboten.

## Beschreibung
Der zweigeschossige Mansarddachbau mit geohrten Rahmungen und Eckquaderung wurde im Stil des Barock errichtet. Über dem Portal ist das Wappen der Fürsten von Schwarzenberg angebracht. Die Außenmauern bestehen aus Bruchstein, das Traufgesims ist aus Holz. Die Eckquaderung, die Fenstergewände und die Türrahmung sind aus Sandstein abgesetzt. Alle Fenstergewände sind mit Schlusssteinen ausgestattet. Das Gebäude besitzt einen Gewölbekeller aus Bruchstein. 
Von der Ausstattung ist die Vertäfelung der Gaststube aus dem frühen 20. Jahrhundert erwähnenswert. Im ersten Obergeschoss befindet sich der Festsaal, dessen Dekorationsmalerei teilweise noch erhalten ist.